# Polnalyubvi

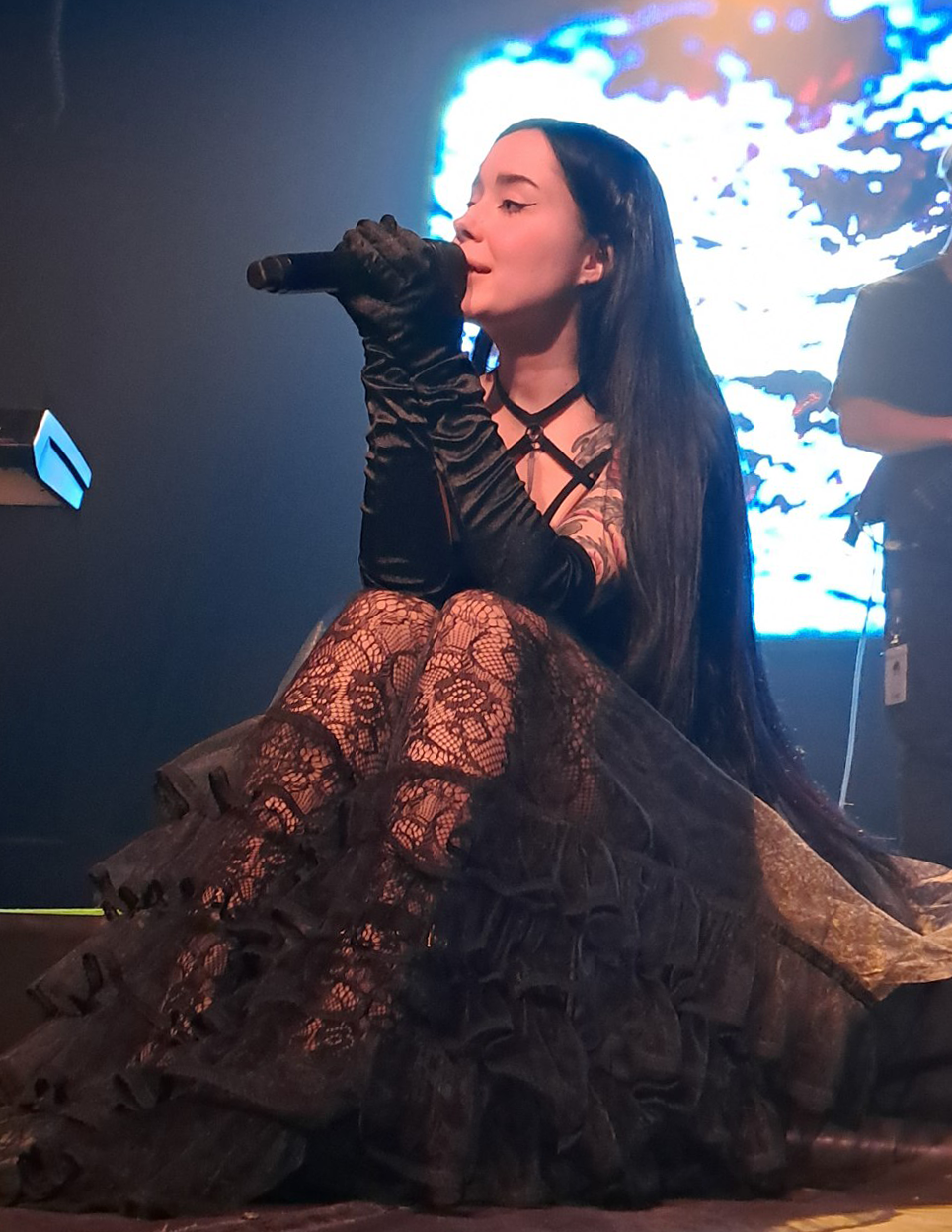
Polnalyubvi (2025)

Polnalyubvi (bürgerlich Marina Walerjewna Demeschtschenko, russisch Марина Валерьевна Демещенко, * 13. Februar 2000 in Anadyr) ist eine russische Singer-Songwriterin und Fotomodell.

## Biografie
Ihre Mutter schickte sie zu ihrer Großmutter nach Welikije Luki, weil sie ein schwaches Immunsystem hat. Ihre Eltern erkannten früh ihr Interesse für Musik. Im Alter von vier Jahren wurde sie zum Geigenunterricht an eine örtliche Musikschule geschickt. Danach begann sie, individuellen Gesangsunterricht zu nehmen und im Chor zu singen. Im Alter von dreizehn Jahren erhielt sie die Abschlussbescheinigung einer Musikschule. Dann zog sie nach Sankt Petersburg. Dort änderte sie ihren Musikstudiengang leicht und studierte volkstümlichen Gesang. Sie konnte auch Gitarre spielen.
Mit sechzehn begann sie als Time for prints-Fotomodell zu arbeiten. Die Fotos und Anregungen ihrer Freunde inspirierten sie dazu, sich auf sozialen Netzwerken anzumelden, in denen sie ihre Kreativität teilte. Sie begann, Coverversionen auf ihrer Seite zu veröffentlichen. Ihre Videos erhielten immer mehr Aufrufe und sie beschloss, ihre erste eigene Musik zu machen. Ihre erste Komposition erschien 2016. Ihr erster öffentlicher Auftritt war in einem Café in Sankt Petersburg. Danach trat sie in Moskau auf. Die Interaktionen mit ihren Fans veranlassten Demeschtschenko, ihr erstes Album aufzunehmen. Das Debütalbum erschien am 31. August 2017 im Internet unter dem Titel V. Es enthielt die Cover, die in sozialen Netzwerken die meisten Likes erhielten. Sie sagte, dass ihre Musik von Anna German, Wladimir Wyssozki, Zemfira, Mumi Troll und Splin inspiriert ist. Demeschtschenkos Musikstil wird dem Indie-Pop zugerechnet.
2018 absolvierte sie das Abitur und veröffentlichte ein zweites Album mit Originaltiteln. Anschließend gab sie mehrere Konzerte. Das 2020 veröffentlichte Album Skaski lesnoi nimfy („Geschichten von der Waldnymphe“) fiel mit der wachsenden Popularität von TikTok zusammen und die zum Album gehörende Komposition Komety („Kometen“) wurde im Internet viral. Die Zahl ihrer Fans und Abonnenten in sozialen Netzwerken wuchs exponentiell. Sie hatte 2020 630.000 Follower auf Tiktok. Ihre Sopranstimme, atmosphärische Harmonien, und die metaphorischen Texte brachten ihr den Ruf einer Musikerin ein, die „Elfen-Pop“ kreiert. Die Webseite von RBK bezeichnete ihre Musik als „tragischer Pop mit akustischen und elektronischen Elementen, begleitet von Gesang.“ Demeschtschenkos Album O Tschom Pojot Twojo Serdze („Worüber singt dein Herz?“) erhielt auf Zen eine Bewertung von 8/10 und wurde als „Pop-Gothic mit Elementen von Gitarrenballaden und Liebesromanen“ bezeichnet.
Demeschtschenko hat (Stand 2022) drei gesamtrussische Konzerttourneen durchgeführt. Sie hatte Auftritte im Fernsehen, wie im Jahr 2020 in Iwan Urgants Late-Night-Show Wetschernij Urgant bei Perwy kanal und bei Maxim  Galkins Show Sewodnja wetscherom und im März 2024 in der Show Nowaja Fabrika swesd bei TNT.

## Diskografie

### Studio-Alben
- 2017: V
- 2018: Ofelia
- 2019: Elegija
- 2020: Skaski lesnoi nimfy
- 2023: O Tschom Pojot Twojo Serdze
- 2025: Прощай и люби меня

### Singles (Auswahl)
- 2017: Не покидай меня никогда, море
- 2019: 32123 (mit Daniel Shake & We)
- 2019: Считалочка
- 2020: Кометы
- 2020: Девочка и Море
- 2020: Больше ничего
- 2020: Спящая красавица
- 2020: Шапито
- 2020: Источник
- 2021: Чужой среди своих
- 2021: Ветивер (mit Wildways)
- 2021: Твои глаза
- 2024: Температура (mit Tri dnya dozhdya)
- 2024: Falling Stars (mit DVRST)